# Сімейна асоціація Мюльє
Сімейна асоціація Мюльє (фр. Association familiale Mulliez, AFM) — є холдинговою компанією родини Мюльє, яка походить із французького департаменту Нор, з околиць Лілля і є однією з найбагатших сімей країни. AFM була заснована в 1955 році Жераром Мюльє, а з 2014 року її очолює Бартелемі Гіслен.
Статок родини оцінювався у 26 мільярдів євро у 2020 році, і займав шосте місце у Франції. У 2019 році Асоціація родини Мюльє працевлаштувала 700 працівників.